# 藤田麻衣子
藤田 麻衣子（ふじた まいこ、1984年1月16日 - ）は、愛知県名古屋市出身のシンガーソングライター。グッデイ所属。血液型はB型。

## プロフィール
愛知県立歯科衛生専門学校在学時に名古屋市文化振興事業団のミュージカルオーディションに合格。オーケストラをバックに歌うことを夢みて、専門学校卒業・歯科衛生士国家試験合格後に東京に上京し、歯科衛生士として勤務を開始すると同時に音楽活動を開始した。勤務2年目の2006年9月、シングル「恋に落ちて」でCDデビューをした。その後、事務所の後押しで音楽活動に専念し、現在までにシングル15枚、フルアルバム13枚などを発表している。
すべての楽曲で本人が作詞・作曲を手掛けている。特に、恋愛ソング・応援ソングには定評があり、タイアップで起用されることも多い。また、他のアーティストへの楽曲提供も行っている。透き通った歌声、歌詞への共感、ドラマティックなメロディーで、ライブ会場では涙する人も多い。ライブに訪れる約7割が女性ファンと、特に同性から高い支持を得ている。
2007年4月27日には、渋谷7th floorで初のワンマンライブを開催、2008年には、東名阪ライブツアーを行った。2012年2月には「私らしく」がKUMONの『先生という仕事』篇CMソングに使用された。同年4月には「ねぇ」がテレビアニメ『緋色の欠片』の主題歌に、続く10月にも「高鳴る」がテレビアニメ『緋色の欠片 第二章』の主題歌に使用され、テレビアニメ主題歌を初めて担当した。
2013年10月11日には武道館弾き語り無料ワンマンライブを行い8,000人を集客した。
2014年1月16日にビクターエンタテインメントへ移籍しメジャー・デビューすることを発表。3月26日にメジャー・デビュー・シングル「涙が止まらないのは」をリリースした。同年10月29日にはメジャー1stアルバム『one way』がリリースされ、11月より全国ツアー（全13公演）を開催。ツアーファイナルとなった2015年1月17＆18日の中野サンプラザ2DAYS公演も大盛況のうちに幕を閉じた。
CDリリースから10周年となる2016年は、4月より47都道府県での弾き語りワンマンライブツアーを開催した。初日の神奈川公演で、かねてより夢だと語っていたオーケストラコンサートの開催を発表した。2017年4月1日 すみだトリフォニーホールにて自身初となるオーケストラコンサートを開催した。。
インディーズでの発売から4年の時を経て「手紙 〜愛するあなたへ〜」が、2017年5月24日付 有線チャート「USENリクエストJ-POP HOT30」で2位を獲得した。反響を受け、2017年6月28日に「手紙 〜愛するあなたへ〜」をメジャーから再発売した。フリーライブのMCで「この曲を日本中の人が知っている曲にしていきたい」と語った。
2018年12月1日、「wish ～キボウ～」が、NHK「みんなのうた」の2019年2月・3月の放送曲に決定した事を発表した。
2019年5月25日（土）東京文京シビックホール大ホールで「藤田麻衣子オーケストラコンサート2019」を開催。
2020年「藤田麻衣子 LIVE TOUR 2020 ～necessary～」を開催。ツアーファイナルを東京・国際フォーラムホールCにて行う。
2021年に活動15周年ツアー「藤田麻衣子 Acoustic LIVE TOUR 2021 〜15th Anniversary〜」を開催。ツアーファイナルとして9月8日、東京・Bunkamura オーチャードホールにて「藤田麻衣子 15th Anniversary Special Live」を開催。
2020年に名古屋市文化振興事業団設立40周年を記念し配信したオリジナル応援ソング「きみのあした」（作詞・作曲・歌唱／藤田麻衣子）をもとに、2024年オリジナルミュージカル「きみのあした」が上演され、ミュージカルの作曲も担当した。
テレビ番組「はじめてのおつかい」のオリジナル挿入歌にも楽曲が起用され、インディーズ時代の楽曲『手紙～愛するあなたへ～』が結婚式の定番曲となり、メジャー流通で再リリースを行うなど、幅広い層にその名が浸透してきている。
2024年8月にDigital Single「朝月夜」を発表、今年の3月5日には約2年振りとなるアルバム「片想い」をリリース。5月から20th Anniversary 47都道府県弾き語りツアーがスタートした。

## ディスコグラフィ

### シングル

#### CDシングル
| 枚           | 発売日         | タイトル                                   | 規格品番     | 規格品番     | 最高位       |
| 枚           | 発売日         | タイトル                                   | 初回限定盤   | 通常盤       | 最高位       |
| インディーズ | インディーズ   | インディーズ                               | インディーズ | インディーズ | インディーズ |
| ------------ | -------------- | ------------------------------------------ | ------------ | ------------ | ------------ |
| 1st          | 2006年9月6日   | 恋に落ちて                                 | LACM-34768   | LAMW-0003    | 圏外         |
| 2nd          | 2007年2月14日  | この白い雪と／忘れないで                   | DLCR-07021   | LACM-4800    | 191位        |
| 3rd          | 2008年2月13日  | 横顔〜わたしの知らない桜〜／今でもあなたが | -            | DLCR-08022   | 92位         |
| 4th          | 2009年8月5日   | あなたは幸せになる                         | -            | DLCR-09082   | 95位         |
| 5th          | 2011年5月11日  | 瞬間                                       | DLCK-11051   | DLCR-11051   | 44位         |
| 6th          | 2011年11月23日 | 泣いても 泣いても／花火                    | DLCK-11122   | DLCR-11122   | 55位         |
| 7th          | 2012年4月18日  | ねぇ                                       | LACM-34914   | LACM-4914    | 25位         |
| 8th          | 2012年10月17日 | 高鳴る                                     | LACM-34004   | LACM-14004   | 25位         |
| 9th          | 2013年6月12日  | 手紙 〜愛するあなたへ〜                    | DLCK-13061   | DLCR-13061   | 32位         |
| メジャー     |                |                                            |              |              |              |
| 1st          | 2014年3月26日  | 涙が止まらないのは                         | VIZL-656     | VICL-36887   | 17位         |
| 2nd          | 2014年7月23日  | この恋のストーリー                         | VIZL-684     | VICL-36919   | 24位         |
| 3rd          | 2015年5月27日  | おぼろ月                                   | VIZL-832     | VICL-37051   | 33位         |
| 4th          | 2017年6月28日  | 手紙 〜愛するあなたへ〜                    | -            | VICL-37294   | 82位         |
| 5th          | 2017年9月27日  | 素敵なことがあなたを待っている／秋風鈴     | VICL-37321   | VICL-37320   | 17位         |
| 6th          | 2019年2月6日   | wish ～キボウ～                            | VICL-37458   | VICL-37457   | 42位         |

#### 配信限定シングル
| 枚   | 配信開始日                            | タイトル                                         | 備考 |
| ---- | ------------------------------------- | ------------------------------------------------ | --- |
| 1st  | 2012年2月29日                         | SUPERMOON                                        | 5thアルバム『1%』に収録                                                                                            |
| 2nd  | 2013年8月26日（先行）/ 9月2日（一般） | サクラ                                           | メジャー1stアルバム『one way』に収録                                                                               |
| 3rd  | 2013年9月2日（先行）/ 9月9日（一般）  | 胸が熱い                                         | メジャー1stアルバム『one way』に収録                                                                               |
| 4th  | 2016年6月22日                         | Only One                                         | ベスト・アルバム『10th Anniversary Best』に収録                                                                    |
| 5th  | 2016年7月20日                         | 君よ進め                                         | ベスト・アルバム『10th Anniversary Best』に収録                                                                    |
| 6th  | 2017年7月12日                         | やるしかない                                     | メジャー5thシングル『素敵なことがあなたを待っている／秋風鈴』に収録                                                |
| 7th  | 2017年8月23日                         | 素敵なことがあなたを待っている                   | メジャー5thシングル『素敵なことがあなたを待っている／秋風鈴』に収録                                                |
| 8th  | 2017年12月6日                         | オクリモノ                                       | メジャー3rdアルバム『思い続ければ』からの先行配信                                                                  |
| 9th  | 2020年10月2日                         | 臆病な恋の歌                                     | ベスト・アルバム『15th Anniversary 弾き語りBest』初回限定盤にボーナス・トラックとして弾き語りバージョンが収録      |
| 10th | 2021年1月20日                         | きみのあした                                     | ベスト・アルバム『15th Anniversary 弾き語りBest』初回限定盤にボーナス・トラックとして弾き語りバージョンが収録      |
| 11th | 2021年9月15日                         | 君に会いたくなる夜は（duet with クリス・ハート） | メジャー6thアルバム「忘れられない人」に収録                                                                        |
| 12th | 2022年8月3日                          | シンプル                                         | メジャー7thアルバム「Color」に収録                                                                                 |
| 13th | 2023年3月29日                         | 漆黒                                             | イケメンシリーズ 10th Anniversary × 藤田麻衣子 The Best にPiano Ver.を先行収録／メジャー7thアルバム「Color」に収録 |
| 14th | 2023年5月10日                         | 鏡よ鏡                                           | メジャー7thアルバム「Color」に収録                                                                                 |
| 15th | 2024年8月28日                         | 朝月夜                                           | |

### アルバム

#### オリジナル・アルバム
| 枚           | 発売日         | タイトル       | 規格品番                        | 規格品番     | 最高位       | 備考                              |
| 枚           | 発売日         | タイトル       | 初回限定盤                      | 通常盤       | 最高位       | 備考                              |
| インディーズ | インディーズ   | インディーズ   | インディーズ                    | インディーズ | インディーズ | インディーズ                      |
| ------------ | -------------- | -------------- | ------------------------------- | ------------ | ------------ | --------------------------------- |
| 1st          | 2007年7月11日  | 会いたい       | ｰ                               | DLCR-07071   | 125位        |                                   |
| 2nd          | 2008年10月8日  | 二人の彼       | DLCK-08101                      | DLCR-08101   | 28位         |                                   |
| 3rd          | 2010年1月13日  | さわって       | DLCR-10013                      | DLCR-08022   | 58位         |                                   |
| 4th          | 2011年6月1日   | もう一度       | DLCK-11061                      | DLCR-11061   | 32位         |                                   |
| 5th          | 2012年7月18日  | 1%             | DLCK-12071                      | DLCK-12071   | 34位         |                                   |
| メジャー     |                |                |                                 |              |              |                                   |
| 1st          | 2014年10月29日 | one way        | VIZL-729 VIZL-730（期間限定盤） | VICL-64211   | 18位         |                                   |
| 2nd          | 2015年12月2日  | 恋愛小説       | VIZL-913                        | VICL-64480   | 25位         |                                   |
| 3rd          | 2018年1月10日  | 思い続ければ   | VIZL-1292                       | VICL-64905   | 16位         |                                   |
| 4th          | 2019年3月20日  | wish           | VIZL-1564                       | VICL-65166   | 23位         | 2019年5月10日に台湾盤も発売された |
| 5th          | 2020年3月18日  | necessary      | VIZL-1748                       | VICL-65346   | 39位         | 2020年4月17日に台湾盤も発売された |
| 6th          | 2021年10月27日 | 忘れられない人 | ｰ                               | VICL-65579   | 45位         |                                   |
| 7th          | 2023年5月24日  | Color          | VIZL-2191                       | VICL-65822   | 44位         |                                   |

#### ミニ・アルバム
| 枚  | 発売日        | タイトル   | 規格品番   | 規格品番   | 最高位 |
| 枚  | 発売日        | タイトル   | 初回限定盤 | 通常盤     | 最高位 |
| --- | ------------- | ---------- | ---------- | ---------- | ------ |
| 1st | 2010年10月6日 | 二度目の恋 | DLCK-10101 | DLCR-10101 | 36位   |

#### ベスト・アルバム
| 枚           | 発売日         | タイトル                                                | 規格品番     | 規格品番     | 最高位       |
| 枚           | 発売日         | タイトル                                                | 豪華盤       | 通常盤       | 最高位       |
| インディーズ | インディーズ   | インディーズ                                            | インディーズ | インディーズ | インディーズ |
| ------------ | -------------- | ------------------------------------------------------- | ------------ | ------------ | ------------ |
| 1st          | 2009年2月11日  | BEST ALBUM 〜緋色の欠片〜                               | DLCK-09022   | DLCR-09022   | 34位         |
| 2nd          | 2013年2月13日  | LOVE STORY BEST 〜緋色の欠片〜                          | DLCR-13021   | DLCK-13021   | 24位         |
| メジャー     |                |                                                         |              |              |              |
| 1st          | 2016年11月23日 | 10th Anniversary Best                                   | VIZL-1057    | VICL-64657/8 | 18位         |
| 2nd          | 2021年3月3日   | 15th Anniversary 弾き語りBest                           | VIZL-1875    | VICL-65486/7 | 39位         |
| 3rd          | 2023年2月1日   | イケメンシリーズ 10th Anniversary × 藤田麻衣子 The Best | ｰ            | VICL-65778   | -            |

#### カバー・アルバム
| 枚  | 発売日        | タイトル | 規格品番   | 規格品番   | 最高位 |
| 枚  | 発売日        | タイトル | 初回限定盤 | 通常盤     | 最高位 |
| --- | ------------- | -------- | ---------- | ---------- | ------ |
| 1st | 2018年9月19日 | 惚れ歌   | VIZL-1392  | VICL-65020 | 29位   |

#### オルゴール・アルバム
| 枚  | 配信開始日    | タイトル                                         | 備考     |
| --- | ------------- | ------------------------------------------------ | -------- |
| 1st | 2020年7月29日 | 眠れるα派オルゴール 藤田麻衣子ベストセレクション | 配信限定 |

### コラボレーション参加
| 発売日         | 楽曲                                                | 収録作品                             | 備考         |
| -------------- | --------------------------------------------------- | ------------------------------------ | ------------ |
| 2007年3月14日  | 春                                                  | ハルハバラ / cocorotron              | コーラス参加 |
| 2007年3月14日  | 空と自転車                                          | ハルハバラ / cocorotron              | コーラス参加 |
| 2007年11月4日  | Shining Star                                        | Dream to Reality / JtoS              |              |
| 2013年12月18日 | 今夜はParty Night!                                  | CIRCLE / DEEN                        | コーラス参加 |
| 2015年10月7日  | ずっと伝えたかった I love you                       | ずっと伝えたかった I love you / DEEN | コーラス参加 |
| 2019年3月20日  | トライアングル（Piano ver. / duet with 藤田麻衣子） | KASUMISOU （初回限定盤） / 奥華子    |              |
| 2019年5月15日  | 星のうた feat. 藤田麻衣子                           | Ai X (アイ タイムズ) / 川嶋あい      |              |
| 2019年5月29日  | 5年                                                 | trick / 森田雛                       | コーラス参加 |

## タイアップ
| 楽曲                            | タイアップ |
| ------------------------------- | --- |
| 恋に落ちて                      | PS2用ゲーム『緋色の欠片』オープニングテーマ |
| この白い雪と                    | PS2用ゲーム『緋色の欠片 〜あの空の下で〜』主題歌 |
| それでいいんだ                  | TBSテレビ『がっちりマンデー!!』2007年7月 - 9月度エンディングテーマ |
| 水風船                          | PS2用ゲーム『翡翠の雫 緋色の欠片2』オープニングテーマ |
| あなたが私の頬に触れる時        | PS2用ゲーム『翡翠の雫 緋色の欠片2』エンディングテーマ |
| 金魚すくい                      | PS2用ゲーム『真・翡翠の雫 緋色の欠片2』オープニングテーマ |
| 今でもあなたが                  | DS用ゲーム『緋色の欠片 DS』オープニングテーマ |
| 横顔〜わたしの知らない桜〜      | DS用ゲーム『緋色の欠片 DS』エンディングテーマ |
| 運命の人                        | PS2用ゲーム『蒼黒の楔 緋色の欠片3』オープニングテーマ |
| 二人の彼                        | PS2用ゲーム『蒼黒の楔 緋色の欠片3』エンディングテーマ |
| ずっと続いていくもの            | 日本テレビ『音楽戦士 MUSIC FIGHTER』2010年1月度POWER PLAY |
| 君が手を伸ばす先に              | PSP用ゲーム『緋色の欠片 ポータブル』オープニングテーマ |
| 二度目の恋                      | 日本テレビ『音龍門』2010年9月度Baby Dragon's Gate |
| 瞬間                            | PS3用ゲーム『緋色の欠片 愛蔵版 〜あかねいろの追憶〜』エンディングテーマ |
| 蛍                              | PS3用ゲーム『緋色の欠片 愛蔵版 〜あかねいろの追憶〜』オープニングテーマ |
| 戸惑い                          | DS用ゲーム『真・翡翠の雫 緋色の欠片2 DS』オープニングテーマ |
| 安らげる場所                    | DS用ゲーム『真・翡翠の雫 緋色の欠片2 DS』エンディングテーマ |
| 花火                            | DS用ゲーム『蒼黒の楔 緋色の欠片3 DS』オープニングテーマ |
| きっと                          | DS用ゲーム『蒼黒の楔 緋色の欠片3 DS』エンディングテーマ |
| 私らしく                        | KUMON（日本公文教育研究会） TV CM「先生という仕事」篇 |
| ねぇ                            | テレビアニメ『緋色の欠片』オープニングテーマ |
| 卒業                            | PSP用ゲーム『蒼黒の楔 緋色の欠片3 明日への扉』オープニングテーマ |
| 二人なら                        | PSP用ゲーム『蒼黒の楔 緋色の欠片3 明日への扉』エンディングテーマ |
| 高鳴る                          | テレビアニメ『緋色の欠片 第二章』オープニングテーマ |
| 宝物                            | テレビアニメ『緋色の欠片 第二章』最終回挿入曲 |
| それでも私は                    | PSP用ゲームソフト『白華の檻 〜緋色の欠片4〜』オープニングテーマ |
| 泣いても泣いても                | TBSテレビ『COUNT DOWN TV』2011年12月度エンディングテーマ |
| 溢れる                          | PSP用ゲームソフト『白華の檻 〜緋色の欠片4〜』エンディングテーマ |
| 涙が止まらないのは              | 朝日放送『ビーバップ!ハイヒール』3月度エンディングテーマ |
| サクラ                          | PSP用ゲームソフト『白華の檻 〜緋色の欠片4〜 四季の詩』オープニングテーマ |
| つぼみ                          | 東海テレビ miniminiドラマスペシャル『ハンドベルの卒業式』主題歌 |
| 胸が熱い                        | PSP用ゲームソフト『白華の檻 〜緋色の欠片4〜 四季の詩』エンディングテーマ |
| この恋のストーリー              | ハウステンボス『夏の光の王国』CMソング |
| オレンジ                        | P&G×ローカルドラッグストアプロモーション タイアップソング |
| 恋煩い                          | CYBIRD スマートフォンアプリ『イケメン幕末◆運命の恋 〜華の都と恋の乱〜』テーマソング |
| STEP                            | 名古屋まつり 2014 PRソング |
| 伝えたい言葉                    | マリアージュ『本当に、ありがとう』篇CMソング |
| おぼろ月                        | 朝日放送『今ちゃんの「実は・・・」』5月度エンディングテーマ |
| あなたに恋して                  | CYBIRD スマートフォンアプリ『イケメン戦国◆時をかける恋』主題歌 |
| 恋時雨                          | CYBIRD スマートフォンアプリ『イケメン幕末◆運命の恋 〜華の都と恋の乱〜』主題歌 |
| この恋が終わるまで              | comico 秋の音楽祭2015『カカオ79%』コラボ |
| 光                              | GREEスマホゲーム『消滅都市』イメージソング |
| Only One                        | CYBIRD スマートフォンアプリ『イケメン戦国◆時をかける恋』一周年記念テーマソング |
| 君よ進め                        | アピタ・ピアゴ CMイメージソング |
| 君に恋したあの日から            | CYBIRD スマートフォンアプリ『イケメン幕末◆運命の恋』3周年テーマソング |
| 秋風鈴                          | PlayStation Vita用ゲームソフト『緋色の欠片 ～おもいいろの記憶～』主題歌 |
| きっと感じてた                  | PlayStation Vita用ゲームソフト『イケメン戦国◆時をかける恋 新たなる出逢い』オープニングテーマ |
| あなたがいるから                | エヌエヌ生命 『拝啓 社員のみなさま 〜一通の手紙がつなぐ、経営者と社員の絆〜』 |
| やるしかない                    | 日本テレビ 『はじめてのおつかい!!夏の大冒険スペシャル』オリジナル挿入歌 |
| 素敵なことがあなたを待っている  | 日本テレビ 24時間テレビ特別企画『はじめてのおつかい』オリジナル挿入歌 日本テレビ系「採用！フリップNEWS」９月エンディングテーマ 青森放送「月曜情報便」９月エンディングテーマ テレビ新潟「にいがたメチャカワch」９月エンディングテーマ |
| 思い続ければ                    | みやぎ米PR動画「みやぎ米と四姉妹ものがたり。」イメージソング |
| オクリモノ                      | CYBIRD 「イケメン幕末◆運命の恋」タイアップ、コラボキャンペーン |
| 恋ってどうやってするものだっけ? | テレビ朝日系「年の瀬 変愛ドラマ『暇なJD・三田まゆ～今夜、私と“優勝”しませんか♥～』」主題歌 |
| テントウ虫                      | 厚生労働省企画・提供「みんなで広めるゲートキーパー」ゲートキーパーエールソング（Yahoo! Japan 特別企画ページ掲載） |
| 始まり                          | CYBIRD『イケメン戦国◇時をかける恋』三周年記念テーマソング |
| ハピネス                        | 藤田麻衣子 ✕ イオンモールツアー2018公式テーマソング |
| wish ～キボウ～                 | NHK「みんなのうた」(2019年2月・3月・10月・11月放送) |
| 思い出はいつも                  | 清洲桜醸造株式会社 「清洲城信長 鬼ころし」 CMソング |
| きみのあした                    | 名古屋市文化振興事業団 × 愛知芸術文化協会 (ANET) × 藤田麻衣子「きみのあした♪プロジェクト」応援ソング |
| シンプル                        | BS-TBS「にっぽん!歴史鑑定」エンディングテーマ |
| 漆黒                            | CYBIRD「イケメンヴィラン 闇夜にひらく悪の恋」主題歌 MV制作はtwotwotwo が制作担当 |

## ライブツアー
藤田麻衣子 東名阪ツアー 
- 2008年5月17日（土） 大阪 ISHIHARA HALL
- 2008年5月18日（日） 名古屋 東別院ホール
- 2008年6月1日（日） 東京 草月ホール

藤田麻衣子ワンマンライブ2008〜二人の彼〜
- 2008年12月26日（金） 東京 SHIBUYA-AX

藤田麻衣子 東名阪ツアー 緋色の欠片
- 2009年5月3日（日） 名古屋 千種文化小劇場
- 2009年5月4日（祝月） 大阪 ABCホール
- 2009年5月30日（土） 東京 九段会館

藤田麻衣子 ツアー2010〜さわって〜
- 2010年3月27日（土） 仙台 retroBackPage
- 2010年4月3日（土） 大阪 能楽会館
- 2010年4月4日（日） 名古屋 今池ガスホール
- 2010年5月7日（金） 東京 C.C.レモンホール

藤田麻衣子 Winter LIVE 2011〜二度目の恋〜
- 2010年12月23日（木） 横浜 横浜市教育会館ホール（エコーレ）
- 2011年1月8日（土） 仙台 darwin
- 2011年1月10日（月） 長野 CLUB JUNK BOX
- 2011年1月15日（土） 名古屋 テレピアホール
- 2011年1月16日（日） 大阪 大阪市立こども文化センター
- 2011年1月21日（金） 東京 キリスト品川教会 グローリア・チャペル

藤田麻衣子 〜 5th Anniversary year 〜 Early Summer LIVE 2011
- 2011年5月14日（土） 浜松 窓枠
- 2011年5月15日（日） 名古屋 テレピアホール
- 2011年5月28日（土） 大阪 なんばHatch
- 2011年5月29日（日） 京都 MUSE
- 2011年6月11日（土） 東京 渋谷C.C.Lemonホール

藤田麻衣子 LIVE TOUR 2012 〜ねぇ、君は今だれを想っているの？〜
- 2012年8月05日（日） 名古屋 ダイアモンドホール
- 2012年8月18日（土） 仙台 Rensa
- 2012年9月1日（土） 大阪 なんばHatch
- 2012年9月2日（日） 広島 CLUB QUATTRO
- 2012年9月15日（土） 東京 渋谷公会堂

藤田麻衣子 LIVE TOUR 2013 〜高鳴る〜
- 【一人で高鳴る】弾き語り Ver.
- 2013年4月5日 （金）岡山 CRAZYMAMA KINGDOM
- 2013年4月12日（金）新潟 LOTS
- 2013年4月13日（土）仙台 Rensa
- 2013年5月11日（土）熊本 DRUM Be-9 V1
- 2013年5月12日（日）福岡 DRUM Be-1
- 2013年5月18日（土）浜松 窓枠
- 2013年5月30日（木）神戸 ウィンターランド
- 2013年6月1日 （土）高松 オリーブホール
- 2013年6月2日 （日）松山 ViVit Hall
- 【バンドで高鳴る】バンド Ver.
- 2013年4月6日 （土）大阪 岸和田市立浪切ホール
- 2013年5月17日（金）名古屋 日本特殊陶業市民会館 ビレッジホール
- 【みんなで高鳴る】スペシャル Ver.
- 2013年7月31日（水）東京 NHKホール

藤田麻衣子 Acoustic Live Tour 2014
- 2014年5月13日（火）大阪 心斎橋BIGCAT
- 2014年5月14日（水）名古屋 ダイアモンドホール
- 2014年5月21日（水）仙台 Rensa
- 2014年5月31日（土）東京 AiiA Theater Tokyo
- 2014年6月1日 （日）東京 AiiA Theater Tokyo

藤田麻衣子 LIVE TOUR 2014-2015 〜one way〜
＜弾き語り公演＞
2014年
- 2014年11月15日（土）横浜 ランドマークホール
- 2014年11月23日（日）札幌 DUCE
- 2014年11月24日（月祝）札幌 DUCE
- 2014年12月6日 （土）神戸 SLOPE
- 2014年12月7日 （日）神戸 SLOPE
- 2014年12月20日（土）福岡 イムズホール
- 2014年12月21日（日）広島 CLUB QUATTRO
- 2014年12月23日（火・祝）徳島 シビックセンター

＜バンド公演＞
2015年
- 2015年1月8日 （木）大阪 なんばHatch
- 2015年1月9日 （金）名古屋 Zepp Nagoya
- 2015年1月12日（月祝）仙台 仙台市民会館・小ホール
- 2015年1月17日（土）東京 中野サンプラザ
- 2015年1月18日（日）東京 中野サンプラザ

藤田麻衣子 弦楽四重奏 Live Tour 2015
- 2015年7月10日（金） 東京 EX THEATER ROPPONGI
- 2015年7月15日（水） 名古屋 電気文化会館 ザ・コンサートホール
- 2015年7月16日（木） 大阪 OBP円形ホール
- 2015年7月18日（土） 福岡 スカラエスパシオ

「恋愛小説〜弾き語りLive2016〜」
- 2016年1月23日（土） 東京 よみうりホール

藤田麻衣子 10th Anniversary 47都道府県 弾き語りツアー
- 2016年4月22日（金） 横浜赤レンガ倉庫1号館 3Fホール を皮切りに全48公演

藤田麻衣子10周年巡演海外専場
- 2016年12月1日（木）広州 TU凸空間
- 2016年12月3日（土）上海 The Mixing Room
- 2016年12月4日（日）北京 壅和宮糖果三層藤田麻衣子 Best Album Tour 〜10th anniversary〜

- 2017年1月12日（木）福岡 DRUM LOGOS
- 2017年1月17日（火）大阪 なんばHatch
- 2017年1月18日（水）名古屋 ダイアモンドホール
- 2017年1月26日（木）東京 Zepp Tokyo

藤田麻衣子オーケストラコンサート2017
- 2017年4月1日（土）東京 すみだトリフォニーホール

藤田麻衣子 〜Special Live 2017〜
- 2017年8月5日（土）ビルボードライブ大阪

藤田麻衣子 LIVE TOUR 2018 〜素敵なことがあなたを待っている〜
- 2018年2月8日（木）大阪 なんばHatch
- 2018年2月9日（金）名古屋 ダイアモンドホール
- 2018年2月18日（日）福岡 DRUM LOGOS
- 2018年2月22日（木）仙台 Rensa
- 2018年2月24日（土）札幌 cube garden
- 2018年4月10日（火）東京 東京国際フォーラム ホールC

藤田麻衣子 LIVE TOUR 2018 〜素敵なことがあなたを待っている〜 弾き語り編
- 2018年6月22日（金）彩の国さいたま芸術劇場・小ホール
- 2018年6月28日（木）東広島芸術文化ホール くらら・小ホール
- 2018年6月30日（土）熊本 Restaurant & Bar CIB
- 2018年7月1日（日）佐賀 LIVE HOUSE GEILS
- 2018年7月4日（水）長野市芸術館・アクトスペース
- 2018年7月5日（木）金沢21世紀美術館・シアター21
- 2018年7月13日（金）盛岡 プラザおでって・おでってホール
- 2018年7月15日（日）小樽 GOLDSTONE
- 2018年7月16日（月・祝）旭川市民文化会館・小ホール

藤田麻衣子 ピアノ弾き語りコンサート ～ただいま My Hometown 名古屋～
・2019年1月20日（日）名古屋市青少年文化センター アートピアホール
藤田麻衣子 オーケストラコンサート2019
- 2019年5月25日（土）文京シビックホール 大ホール藤田麻衣子 オーケストラコンサート2019
- 2019年5月25日（土）文京シビックホール 大ホール藤田麻衣子 オーケストラコンサート2019
- 2019年5月25日（土）文京シビックホール 大ホール

藤田麻衣子 Xmas Special Live 2019
- 2019年12月10日（火）EX THEATER ROPPONGI

藤田麻衣子 LIVE TOUR 2020 〜necessary〜
- 2020年9月24日（木） 名古屋 DIAMOND HALL
- 2020年9月25日（金） 大阪 ビジネスパーク 円形ホール
- 2020年10月2日（金） 東京国際フォーラム ホールC

藤田麻衣子 Acoustic LIVE TOUR 2021 〜15th Anniversary〜
- 2021年4月24日（土） 岡山 CRAZYMAMA KINGDAM
- 2021年4月25日（日） 広島 広島クラブクアトロ
- 2021年5月10日（月） 神奈川 横浜赤レンガ倉庫１号館 3Fホール
- 2021年5月28日（金） 埼玉 彩の国さいたま芸術劇場・小ホール
- 2021年6月30日（水） 大阪 BIGCAT
- 2021年7月1日（木） 愛知 名古屋DIAMOND HALL
- 2021年7月31日（土） 熊本 熊本B.9 V1
- 2021年8月1日（日） 福岡 DRUM LOGOS
- 2021年8月22日（日） 宮城 仙台Rensa

藤田麻衣子 15th Anniversary Special Live
- 2021年9月8日（水） 東京・Bunkamuraオーチャードホール

## 出演

### ラジオ
- 藤田麻衣子の恋だ!愛だ?（2009年4月 - 2012年3月、bayfm）

### テレビ
- TSB「赤坂6丁目スタジオ」（2012年4月 - 2013年3月、テレビ信州）
- 『THEカラオケ★バトル』（テレビ東京系）
  - 2015年5月27日 - 「泣ける名曲グランプリ」 林部智史に敗れるものの、最優秀泣ける歌唱賞を受賞した。
    - 手紙 ～愛するあなたへ～ (藤田麻衣子)

  - 2015年12月9日 - 「最強女子ボーカリストNo.1決定戦」 優勝(初優勝)
    - 会いたい (沢田知可子)
    - PIECE OF MY WISH (今井美樹)

  - 2016年3月16日 - 「春のグランプリ4時間スペシャル」予選敗退。
    - さくら（独唱）(森山直太朗)

  - 2016年6月1日 - 「最強女子ボーカリストNo.1決定戦3」自身初となる99点台を獲得するも、沼尾みゆきに敗れ、予選敗退。
    - 駅 (竹内まりや)

  - 2017年3月1日 - 「歌の異種格闘技戦15」準優勝
    - 逢いたくてしかたない (郷ひろみ)
    - Alone (岡本真夜)

## DVD
- オトメイトパーティー♪ in メルパルクホール Live DVD（2008年5月24日、25日）※収録は24日の回のみ。
- 藤田麻衣子 〜5th Anniversary year〜 Early Summer LIVE 2011 / 2011.6.11 SHIBUYA C.C.Lemon Hall
- 藤田麻衣子 LIVE TOUR 2012 〜ねぇ、君は今だれを想っているの?〜 / 2012.9.15 渋谷公会堂
- 藤田麻衣子 LIVE TOUR 2013 〜高鳴る〜 / 2013.7.31 NHKホール
- 藤田麻衣子 オーケストラコンサート2017 / 2017.4.1 すみだトリフォニーホール
- 藤田麻衣子 LIVE TOUR 2018 ～素敵なことがあなたを待っている～ / 2018.4.10 東京国際フォーラム ホールC
- 藤田麻衣子 オーケストラコンサート2019 / 2019.5.25 文京シビックホール
- 藤田麻衣子 LIVE TOUR 2020 ～necessary～ / 2020.10.2 東京国際フォーラム ホールＣ

## Blu-ray
- 藤田麻衣子 LIVE TOUR 2014-2015 〜one way〜 / 2015.1.18 中野サンプラザホール
- 藤田麻衣子 LIVE TOUR 2018 ～素敵なことがあなたを待っている～ / 2018.4.10 東京国際フォーラム ホールC
- 藤田麻衣子 オーケストラコンサート2019 / 2019.5.25 文京シビックホール
- 藤田麻衣子 LIVE TOUR 2020 ～necessary～ / 2020.10.2 東京国際フォーラム ホールＣ
- 藤田麻衣子 15th Anniversary Special Live / 2021.9.8 Bunkamura オーチャードホール

## 楽曲提供
- THE IDOLM@STER MOVIE 輝きの向こう側へ!
  - 「君が選ぶ道」（作詞・作曲）
- アイドルマスター シンデレラガールズ
  - 「in fact」（作詞・作曲）
  - 「always」（作詞・作曲）
  - 「if」（作詞・作曲）
- JtoS
  - 「Dream to Reality」（作詞・作曲）
- The JADE
  - 「にんげん行進曲〜マスネ／タイスの瞑想曲〜」（作詞）
- 平川大輔
  - 「共犯者」（作詞・作曲）
  - 「propose」（作詞・作曲）
  - 「propose〜last night〜」（作詞・作曲）
- 喜多修平
  - 「この手で抱きとめるから」（作詞）
- Ryo
  - 「HOMARE」（共作詞・共作曲）
  - 「そばにいるのに」（作詞・作曲）
- 上野優華
  - 「おはよう」（作詞）
  - 「思い届け、キミに」（作詞）
  - 「会いたくない、会いたい」（作詞）
- 平井美優
  - 「17の恋」（作曲）
- みゆりおfeat.ねば～る君
  - 「ぼくはなっとう」（作詞・作曲）
- みゆりおfeat.ひめちゃん&おうくん
  - 「ハミガキのうた」（作詞・作曲）
  - 「干支・エト・えっと」（作詞・作曲・編曲）
- 麻倉もも
  - 「今すぐに」（作詞・作曲）
- まなみのりさ
  - 「できるなら...」（作詞・作曲）
- OZZ
  - 「Happy Wedding」（作詞）

## 書籍
- 藤田麻衣子『一つ言葉にすれば 一つ何かが変わる ～願いが叶っていく58の気づき～』扶桑社（原著2020年6月2日）。ISBN 978-4594084882。

## 連載
- 「藤田麻衣子の恋愛相談室」（2014年10月8日 - 2019年4月15日／ BARKS ウェブサイト内）
- 「藤田麻衣子のお悩み相談室」（2020年 - ／ BARKS ウェブサイト内）
- 「藤田麻衣子の歌詞エッセイ」（2021年 - ／ おうね。 ウェブサイト内）

## 機材
- ヤマハ CP5 - 主に使用中 [9]